# ジョゼ・パウロ・ベセーラ・マシエル・ジュニオール
パウリーニョ（Paulinho）こと、ジョゼ・パウロ・ベセーラ・マシエル・ジュニオール（José Paulo Bezerra Maciel Júnior、1988年7月25日 - ）は、ブラジル・サンパウロ州サンパウロ出身の元サッカー選手。元ブラジル代表。現役時代のポジションはミッドフィールダー。

## クラブ経歴
2004年からグレミオ・オザスコ・アウダックスのユースチームに所属し、2006年にリトアニアのFCヴィリニュスでプロデビューを果たしたが、人種差別に苦しみ退団。。2007年にポーランドのŁKSウッチに移籍した。しかし、ここでは給料不払いに遭い、シーズン終了まで耐え凌ぎプレーしたが、退団。
その後ブラジルに帰国し、家族の元へ戻ったパウリーニョは、サッカーを辞める決断を下した。
2週間、自宅に引きこもる生活を続けたが、当時の夫人の以下の言葉が胸に刺さり、引退を撤回する。
さらに娘が生まれたばかりという事情から帰国直後から声を掛けてくれていたユース時代の古巣PAECに連絡をとり、再びユニホームに袖を通すことを決断した。契約条件は、父親として新たな生活を始めるためのアパートの家賃だった。2008年、4部リーグながら母国でプロデビューしたパウリーニョは、PAECでレギュラーとして2度のタイトル獲得に貢献し、チームを2部まで導いた後2009年にCAブラガンチーノへ移籍。2010年にはSCコリンチャンス・パウリスタに移籍した。
コリンチャンスでは移籍直後からレギュラーに定着。2011年は35試合に出場し8得点を挙げ、カンピオナート・ブラジレイロ・セリエA優勝に貢献。自身もボーラ・ジ・プラッタやプレミオ・クラッキ・ド・ブラジレイロンにおいてベストイレブンに選出された。2012年夏にはイタリア・セリエAのインテルナツィオナーレ・ミラノから巨額のオファーがあったものの、コパ・リベルタドーレスを優先して残留し、コリンチャンスのコパ・リベルタドーレス初優勝に貢献した。2012年8月25日にはコリンチャンスが新たにパウリーニョの所有権を55%取得し、2015年まで契約を延長すると共に違約金を1500万ユーロに設定した。その4か月後に行われた、クラブワールドカップで、当時アフリカ王者のアル・アハリ、欧州王者のチェルシーをそれぞれ倒し、世界一にも貢献した。
インテルナツィオナーレ・ミラノやレアル・マドリード、ASローマが獲得に動いていたが、2013年7月6日、トッテナム・ホットスパーFCへ1700万ポンドで完全移籍した。2013-14シーズン、リーグ戦ではフィールドプレーヤーではチーム2位となる30試合出場、チーム3位タイの6得点を挙げた。2014-15シーズンはリーグ戦15試合出場で無得点。先発出場は3試合のみと機会を減らした。
2015年6月29日、中国サッカー・スーパーリーグの広州足球倶楽部へ完全移籍した。移籍金1400万ユーロ（約19億円）の4年契約を締結し、2015シーズンは超級リーグで背番号48番、AFCチャンピオンズリーグ2015とFIFAクラブワールドカップ2015で8番を着用した。
2015年8月25日に行われたAFCチャンピオンズリーグ2015準々決勝 第1戦の柏レイソル戦で約35メートルの位置からFKを直接叩き込み、ワールドクラスのスーパーゴールを決めた。
2017年8月14日、FCバルセロナへ移籍することが発表された。4年契約で移籍金は4000万ユーロ、契約破棄金は1億2000万ユーロに設定された。9月16日のヘタフェCF戦では途中交代からチームを救う逆転ゴールを決め、初得点を記録した。
2018年7月8日、FCバルセロナはパウリーニョに関して、買い取りオプションと共に、広州足球倶楽部にレンタル移籍して、1シーズンプレーすることで合意に達したと発表した。
2020シーズン終了後に母国に帰国していたが、新型コロナウイルスの影響で中国への再入国が叶わず、2021年6月20日に広州FCを退団することが発表された。
2021年7月22日、サウジ・プロフェッショナルリーグのアル・アハリ・サウジFCに加入。8月19日、第2節アル・ハズムFC戦でデビュー。その後も、3試合つづけて先発出場していたが、9月17日の第5節ファティフFC戦終了後にクラブ首脳陣に対して退団の申し出をし、双方合意のもとで契約解除に至ったと発表した。
2021年12月15日、古巣のコリンチャンスに2023年12月までの契約で加入したことが発表された。
2024年9月8日、現役引退を表明した。

## 代表経歴
2011年9月14日のスーペルクラシコ・デ・ラス・アメリカス、アルゼンチン戦でブラジル代表デビュー。2012年9月19日に行われたスーペルクラシコでは代表初得点を挙げた。同年10月16日の日本との親善試合ではミドルシュートで先制点を挙げた。
2017年3月23日のワールドカップ予選ウルグアイ戦でハットトリックを達成した。
2018FIFAワールドカップでは、グループリーグの最終戦セルビア戦で先制点を決めた。

## プレースタイル
主に守備的ミッドフィルダーとしてプレーし、フィジカルと決定力を兼ね備えている。決定的なスルーパスの出し手としても、パスを受けてのゴールゲッターとしての能力も高い。多くのポジションをこなす事が出来るオールラウンダーで、トッテナムの元指揮官アンドレ・ビラス・ボアスはパウリーニョに、同じプレミアリーグのチェルシーで活躍したフランク・ランパードを感じると評価しており、本人もランパードを目標にしていると語っている。

## 個人成績
| 所属クラブ               | シーズン | リーグ | リーグ | 州リーグ   | 州リーグ   | カップ戦 | カップ戦 | その他 | その他 | 合計 | 合計 |
| 所属クラブ               | シーズン | 出場   | 得点   | 出場       | 得点       | 出場     | 得点     | 出場   | 得点   | 出場 | 得点 |
| ------------------------ | -------- | ------ | ------ | ---------- | ---------- | -------- | -------- | ------ | ------ | ---- | ---- |
| CAブラガンチーノ         | 2009     | 27     | 6      | 0          | 0          | 0        | 0        | 0      | 0      | 27   | 6    |
| コリンチャンス           | 2010     | 27     | 4      | 3          | 0          | 0        | 0        | 0      | 0      | 45   | 4    |
| コリンチャンス           | 2011     | 35     | 8      | 23         | 3          | 0        | 0        | 0      | 0      | 58   | 8    |
| コリンチャンス           | 2012     | 23     | 7      | 15         | 3          | 0        | 0        | 0      | 0      | 28   | 10   |
| コリンチャンス           | 2013     | 1      | 0      | 14         | 3          | 0        | 0        | 0      | 0      | 15   | 3    |
| 所属クラブ               | シーズン | リーグ | リーグ | オープン杯 | オープン杯 | リーグ杯 | リーグ杯 | 欧州CL | 欧州CL | 合計 | 合計 |
| 所属クラブ               | シーズン | 出場   | 得点   | 出場       | 得点       | 出場     | 得点     | 出場   | 得点   | 出場 | 得点 |
| トッテナム・ホットスパー | 2013-14  | 30     | 6      | ２         | 2          | 0        | 0        | 0      | 0      | 32   | 8    |
| トッテナム・ホットスパー | 2014-15  | 15     | 0      | 3          | 1          | 4        | 0        | 0      | 0      | 22   | 1    |
| 所属クラブ               | シーズン | リーグ | リーグ | オープン杯 | オープン杯 | ACL      | ACL      | その他 | その他 | 合計 | 合計 |
| 所属クラブ               | シーズン | 出場   | 得点   | 出場       | 得点       | 出場     | 得点     | 出場   | 得点   | 出場 | 得点 |
| 広州恒大                 | 2015     | 13     | 2      | 0          | 0          | 6        | 1        | 3      | 2      | 22   | 5    |
| 広州恒大                 | 2016     | 30     | 8      | 8          | 3          | 5        | 0        | 1      | 0      | 44   | 11   |
| 広州恒大                 | 2017     | 20     | 6      | 0          | 0          | 8        | 5        | 1      | 0      | 29   | 11   |
| 所属クラブ               | シーズン | リーグ | リーグ | オープン杯 | オープン杯 | 欧州CL   | 欧州CL   | その他 | その他 | 合計 | 合計 |
| 所属クラブ               | シーズン | 出場   | 得点   | 出場       | 得点       | 出場     | 得点     | 出場   | 得点   | 出場 | 得点 |
| FCバルセロナ             | 2017-18  | 34     | 9      | 6          | 0          | 9        | 0        | 0      | 0      | 49   | 9    |

## 代表歴

### 出場大会
- ブラジル代表
  - 2013年 - FIFAコンフェデレーションズカップ2013（優勝）
  - 2014年 - 2014 FIFAワールドカップ（4位）
  - 2018年 - 2018 FIFAワールドカップ（ベスト8）

### 試合数
- 国際Aマッチ 56試合 13得点（2011年 - 2018年）[22]

| ブラジル代表 | 国際Aマッチ | 国際Aマッチ |
| 年           | 出場        | 得点        |
| ------------ | ----------- | ----------- |
| 2011         | 1           | 0           |
| 2012         | 7           | 2           |
| 2013         | 16          | 3           |
| 2014         | 8           | 0           |
| 2016         | 5           | 1           |
| 2017         | 9           | 5           |
| 2018         | 10          | 2           |
| 通算         | 56          | 13          |

### 得点
| #   | 開催年月日     | 開催地           | 対戦国       | スコア | 結果 | 試合概要                                   |
| --- | -------------- | ---------------- | ------------ | ------ | ---- | ------------------------------------------ |
| 1.  | 2012年9月19日  | ゴイアニア       | アルゼンチン | 1-1    | 2-1  | スーペルクラシコ・デ・ラス・アメリカス     |
| 2.  | 2012年10月16日 | ヴロツワフ       | 日本         | 1-0    | 4-0  | 親善試合                                   |
| 3.  | 2013年6月2日   | リオデジャネイロ | イングランド | 2-2    | 2-2  | 親善試合                                   |
| 4.  | 2013年6月15日  | ブラジリア       | 日本         | 2-0    | 3-0  | FIFAコンフェデレーションズカップ2013       |
| 5.  | 2013年6月26日  | ベロオリゾンテ   | ウルグアイ   | 2-1    | 2-1  | FIFAコンフェデレーションズカップ2013準決勝 |
| 6.  | 2016年11月10日 | ベロオリゾンテ   | アルゼンチン | 3-0    | 3-0  | 2018 FIFAワールドカップ・南米予選          |
| 7.  | 2017年3月24日  | モンテビデオ     | ウルグアイ   | 1-1    | 1-4  | 2018 FIFAワールドカップ・南米予選          |
| 8.  | 2017年3月24日  | モンテビデオ     | ウルグアイ   | 1-2    | 1-4  | 2018 FIFAワールドカップ・南米予選          |
| 9.  | 2017年3月24日  | モンテビデオ     | ウルグアイ   | 1-4    | 1-4  | 2018 FIFAワールドカップ・南米予選          |
| 10. | 2017年8月31日  | ポルト・アレグレ | エクアドル   | 1-0    | 2-0  | 2018 FIFAワールドカップ・南米予選          |
| 11. | 2017年10月10日 | サンパウロ       | チリ         | 1-0    | 3-0  | 2018 FIFAワールドカップ・南米予選          |
| 12. | 2018年3月23日  | モスクワ         | ロシア       | 0-3    | 0-3  | 親善試合                                   |
| 13. | 2018年6月28日  | モスクワ         | セルビア     | 0-1    | 0-2  | 2018 FIFAワールドカップ                    |

## タイトル

### クラブ
PAEC
- カンピオナート・パウリスタ・セグンダ・ディヴィジョン：1回 (2008)
- カンピオナート・パウリスタ・セリエA3：1回 (2009)

コリンチャンス
- FIFAクラブワールドカップ：1回 (2012)
- コパ・リベルタドーレス：1回 (2012)
- カンピオナート・ブラジレイロ・セリエA：1回 (2011)
- カンピオナート・パウリスタ：1回 (2013)

広州恒大
- 中国サッカー・超級リーグ：3回 (2015, 2016, 2019)
- 中国FAカップ：1回 (2016)
- 中国サッカー・スーパーカップ：2回 (2016, 2017)
- AFCチャンピオンズリーグ：1回 (2015)

FCバルセロナ
- コパ・デル・レイ：1回 (2017-18)
- プリメーラ・ディビシオン：1回 (2017-18)

### 代表
- スーペルクラシコ・デ・ラス・アメリカス：2回 (2011, 2012)
- FIFAコンフェデレーションズカップ：1回 (2013)

### 個人
- ボーラ・ジ・プラッタ：2回 (2011, 2012)
- プレミオ・クラッキ・ド・ブラジレイロン：2回 (2011, 2012)
- FIFAコンフェデレーションズカップ ブロンズボール：1回 (2013)
- 中国サッカー・超級リーグ ベストイレブン：1回 (2016)